# Арыг-Бажинский сумон
Арыг-Бажинский сумон, сумон  Арыг-Бажы — административно-территориальная единица (сумон) и муниципальное образование со статусом сельского поселения в Тандинском кожууне Тывы Российской Федерации.
Административный центр и единственный населённый пункт сумона — село Владимировка.

## Население
| 2002 | 2017 | 2018 |
| ---- | ---- | ---- |
| 62   | ↗920 | ↗964 |